# Serena Scott Thomas
Serena Harriet Scott Thomas (Nether Compton, 21 september 1961) is een Britse actrice.

## Biografie
Scott Thomas werd geboren in Nether Compton en is de jongere zus van actrice Kristen. Scott Thomas was van 1996 tot en met 2004 getrouwd waaruit zij een kind heeft. 
Scott Thomas begon in 1990 met acteren in de televisieserie She-Wolf of London, waarna zij nog meerdere rollen speelde in televisieseries en films. In 2015 won zij samen met de cast de Independent Spirit Award voor haar rol in de film Inherent Vice. 

## Filmografie

### Films
- 2020 Rolling Thunder - als Iris
- 2014 Inherent Vice - als Sloane Wolfmann
- 2011 William and Kate - als Carole Middleton
- 2008 Brothel - als Julianne
- 2006 The Thirst - als Mariel
- 2005 Hostage - als Jane Talley
- 2004 Haven - als mrs. Allen
- 2002 Storm Watch - als dr. Valerie Harman
- 2000 Skeleton Woman - als Anna
- 1999 The World Is Not Enough - als dr. Molly Warmflash
- 1998 Relax... It's Just Sex - als Megan Pillsbury
- 1996 The Way to Dusty Death - als Alexis Dunetskaya
- 1995 Clair de Lune - als Clare
- 1994 Sherwood's Travels - als Marian Sherwood
- 1994 Bermuda Grace - als Kathy Madeira
- 1993 Harnessing Peacocks - als Hebe Rutter
- 1993 Diana: Her True Story - als prinses Diana, prinses van Wales
- 1992 The Guilty - als Mandy Watson
- 1991 Let Him Have It - als Stella

### Televisieseries
Uitgezonderd eenmalige gastrollen.
- 2006-2007 Wicked Wicked Games - als Madeleine - 6 afl.
- 2004-2005 Summerland - als Anastacia Dubois - 3 afl.
- 2001 All Souls - als dr. Nicole De Brae - 5 afl.
- 1996-1998 Nash Bridges - als Kelly Weld - 15 afl.
- 1996 Nostromo - als Emilia Gould - 4 afl.

- Library of Congress Control Number: no96051219
- MusicBrainz: 90a06729-6f7f-4207-8483-71348ddd38ff
- Nationale Bibliotheek van Israël: 987007386265605171
- Virtual International Authority File: 43895636
- WorldCat: E39PBJw4yBTxk6d6BgXWqPk4bd